# New Glarus
New Glarus ist eine Gemeinde (mit dem Status „Village“) im Green County im US-amerikanischen Bundesstaat Wisconsin. Das U.S. Census Bureau hat bei der Volkszählung 2020 eine Einwohnerzahl von 2.266 ermittelt.
Die Gemeinde wurde nach der Schweizer Gemeinde Glarus benannt und 1845 von 150 Immigranten aus Glarus gegründet. Sie wird auch „New Glaris“ genannt, nach Glarner Mundart. Der Ort zieht jedes Jahr viele Touristen an. Die Gemeinde ist auch bekannt für ihre Gaststätten mit Schweizer Spezialitäten.

## Geografie
New Glarus liegt im mittleren Süden Wisconsins, 38,3 km nördlich der Grenze zu Illinois. Der am Mississippi gelegene Schnittpunkt der drei Bundesstaaten Wisconsin, Iowa und Illinois liegt 111 km westsüdwestlich.
Die geografischen Koordinaten von New Glarus sind 42°48′52″ nördlicher Breite und 89°38′06″ westlicher Länge. Das Stadtgebiet erstreckt sich über eine Fläche von 4,61 km².
Nachbarorte von New Glarus sind Verona (27,5 km nordnordöstlich), Belleville (11,6 km nordöstlich), Exeter (6,7 km ostsüdöstlich), Monticello (9,3 km südsüdöstlich), Monroe (27,4 km südlich), Blanchardville (22,3 km westlich) und Mount Horeb (26,9 km nordnordwestlich).
Die nächstgelegenen Großstädte sind Wisconsins Hauptstadt Madison (43,1 km nordöstlich), Milwaukee (170 km ostnordöstlich), Chicago (232 km südöstlich) und Rockford (96,6 km südöstlich).

## Verkehr
Der Wisconsin State Highways 69 verläuft in Nord-Süd-Richtung als Hauptstraße durch das Zentrum von New Glarus und trifft dort an dessen Einmündung auf den östlichen Endpunkt des Wisconsin State Highway 39. Alle weiteren Straßen sind untergeordnete Landstraßen, teils unbefestigte Fahrwege sowie innerörtliche Verbindungsstraßen.
In New Glarus befindet sich der nördliche Endpunkt des Sugar River State Trail, ein auf der Trasse einer ehemaligen Eisenbahnstrecke verlaufender Rail Trail für Wanderer und Radfahrer. Im Winter kann der Wanderweg auch mit Schneemobilen befahren werden.
Die nächsten Flughäfen sind der Dane County Regional Airport in Madison (52,9 km nordöstlich) und der Chicago Rockford International Airport (106 km südöstlich).

## Bevölkerung
Nach der Volkszählung im Jahr 2010 lebten in New Glarus 2172 Menschen in 895 Haushalten. Die Bevölkerungsdichte betrug 471,1 Einwohner pro Quadratkilometer. In den 895 Haushalten lebten statistisch je 2,34 Personen.
Ethnisch betrachtet setzte sich die Bevölkerung zusammen aus 96,9 Prozent Weißen, 0,6 Prozent Afroamerikanern, 0,6 Prozent Asiaten sowie 1,2 Prozent aus anderen ethnischen Gruppen; 0,6 Prozent stammten von zwei oder mehr Ethnien ab. Unabhängig von der ethnischen Zugehörigkeit waren 2,6 Prozent der Bevölkerung spanischer oder lateinamerikanischer Abstammung.
23,3 Prozent der Bevölkerung waren unter 18 Jahre alt, 58,6 Prozent waren zwischen 18 und 64 und 18,1 Prozent waren 65 Jahre oder älter. 52,0 Prozent der Bevölkerung war weiblich.
Das mittlere jährliche Einkommen eines Haushalts lag bei 56.800 USD. Das Pro-Kopf-Einkommen betrug 26.000 USD. 3,1 Prozent der Einwohner lebten unterhalb der Armutsgrenze.